# Urbanus Magnus
Urbanus Magnus (лат.«великий горожанин», также известен, как Liber Urbani или Urbanus Magnus Danielis Becclesiensis, а в переводе на английский Роберта Бартлетта, как Book of the Civilised Man — «Книга цивилизованного человека») — это дидактический трактат, книга вежливости (книга манер) написанная Даниэлем из Бекклса, датируется концом XII — началом XIII веков и считается первой английской книгой, принадлежащей этому жанру. В период позднего Средневековья были написаны десятки подобных книг дидактического характера, но, поскольку Urbanus Magnus, похоже, является первым таким образцом в английской литературе, некоторые исследователи рассматривают его, как новое пробуждение интереса к правилам этикета и нормам приличного поведения в английском придворном обществе XIII века.

## Содержание
«Urbanus Magnus» — стихотворное произведение, написанное на латинском языке, состоящее из 3000 строк, в котором содержатся разнообразные советы, охватывающие типичные социальные ситуации, с которыми средневековый человек мог столкнуться в повседневной жизни.
Среди многочисленных советов по поведению в обществе, например, встречаются:
- Si ructare velis, memores spectare lacunar. —  «Если хочешь отрыгнуть, не забудь посмотреть в потолок».
- Viscera dum purgat tuns hostis, non premat illum ultio. —  «Покуда твой враг испражняется, не мсти ему».
- Quod nescire velis homines, tua nesciat uxor... —  «То, что не должно быть известно мужчинам, не должно быть известно и твоей жене».
- Dissonat a mente domini mens sepe clientis. —  «Разум господина расходится с разумом его слуги».
- Non circumtergas digitis vel pane scutellas... — «Не вытирай тарелку пальцами или хлебом»
- Que comedi valeant coclearia non tihi fiant. — «Ложки, которыми едят на званом ужине, тебе не принадлежат».
- Dum quis trans pontes equitat, laxentur habene. —  «Ослабь поводья, когда едешь через мост».
- Lingua, manus, gestus, pes signant ebrietatem. — «Твои речь, руки, жесты и ноги выдают твоё опьянение».
- Esto memor domino plenas persoluere grates, si fuerit presens; si non, des verba salutis confamulis — «Не забудь воздать должное лорду, если он присутствует; если нет, то следует воздать должное его слугам».
- Iudex cum fueris, iustus, pius esto, fidelis. —  «Если ты судья, будь справедлив, благочестив и верен».
- Divitis in mensa cenando pauca loquaris — «Обедая за столом богатых, разговаривай мало».
- В последнем гекзаметре книги сказано: Rex vetus Henricus primo dedit hec documenta, illepidis, libro que subscribuntur in isto... — «Старый король Генрих первым дал невежливым учение, написанное в этой книге...».

## Автор
Историки полагают, что Даниэль из Бекклса (Даниил Бекклезианский), возможно, был членом двора Генриха II. Джон Бэйл (XVI век) писал, что видел документ, указывающий на присутсвие Даниэля при дворе Генриха более 30 лет. Джон Бейл называл Даниэля «Daniel Churche, sue Ecclesiensis», что, по мнению Дж. Г. Смайли, было неправильным переводом слова «Becclesiensis» («Бекклезианский» или «из Бекклса»). Там же о нём говорится, что он написал «Urbanum, de morum comitate, carmina rhythmica». Джон Бейл упоминает, что Даниэль из Бекклса в «седьмой год правления короля Иоанна» (около 1206 г.) был представлен аббатом Бери-Сент-Эдмундс епископу церкви Эндгейт в Бекклсе для получения некой бенефиции. Согласно исследованию Фионы Уилан, в записях королевской скамьи говорится об отказе автором трактата от своего права на получение церковной бенефиции. Среди исторических источников нет информации о том, какой могла бы быть эта бенефиция и по какой причине Даниэль из Бекклса решил от неё отказаться. Достоверность этой информации, как и то, говорится ли в обоих документах об одном и том же человеке или о разных, до сих пор обсуждается исследователями. При этом, не смотря на то, что наиболее правдоподобной теорией об авторе трактата является его принадлежность к королевскому двору, точно установить авторство текста не представляется возможным и есть основания полагать, что текст не был написан каким-то одним автором, а является компиляцией разных текстов.

## Три темы
В Urbanus Magnus повторяются три основные темы: социальная иерархия, самоконтроль и сексуальная мораль.
Первая тема акцентируется на социальной иерархии и на том, как следует вести себя в окружении людей более или менее высокого статуса (господ и слуг). Общий тон текста трактата — обращение к читателю как к «домохозяину». Это видно из начальных строк стихотворения: «Moribus ornari, si vis lector venerari Nobilis inter heros urbanam ducere vitam...» («Читатель, если хочешь, чтобы тебя украшали хорошие манеры, если хочешь, чтобы тебя уважали и ты вел цивилизованную жизнь как благородный домохозяин...»). Иными словами, оно обращено к очень небольшой части населения, владеющей домашним хозяйством и имеющей слуг, к тому сословию, которое в XVI веке можно было бы обозначить как «сельское дворянство».
Вторая повторяющаяся тема — самоконтроль, то есть сдерживание себя в разговоре, еде и телесных испражнениях. Когда речь идет о разговоре, «Si rude vis fari cuiquam, circumspice quis sis, quis sit cuu loqueris, vel cuius conditionis....» («Если хочешь кому-то нагрубить, оглянись вокруг, кто ты, с кем разговариваешь и каковы ваши условия»). Автор говорит о том, что лучше держать свои мысли при себе. Что касается еды, то он советует есть маленькими кусочками, не переедать, не играть с едой, не использовать пальцы для очистки мисок. Также, например, гостям и слугам нельзя мочиться в столовой, а хозяину можно — «Urinare licet domino domui dominanti».
Третья постоянная тема — сексуальная мораль. Urbanus Magnus явно был написан для мужчин. В книге даны советы относительно проституток, советы по выбору жены, в том числе описываются её имущественные ценности и личные качества. Следуя традиции, унаследованной от античности, Даниэль описывает женщин как «похотливых и ненадёжных» — «Matrone caveas lasciuis tactibus uti...» В тексте трактата прослеживается уверенное представление автора о распущенности всех женщин, но, несмотря на это, многие советы сводятся к тому, как сохранить брак и не навредить супружеским отношениям.